# جيمس دبليو يورك
جيمس دبليو يورك (بالإنجليزية: James W. York)‏ (و. 1939 –  م) هو فيزيائي، وأستاذ جامعي من الولايات المتحدة الأمريكية . وهو عضواً في الجمعية الفيزيائية الأمريكية .

## التعليم
تعلم في جامعة ولاية كارولاينا الشمالية

## مناصب وهيئات
أدار جامعة كورنيل، وجامعة ولاية كارولينا الشمالية في تشابل هيل.

## جوائز
حصل على جوائز منها:
- جائزة داني هينمان للفيزياء الرياضية (2003).